# Kölsjön (Ytterhogdals socken, Hälsingland)
Kölsjön är en sjö i Härjedalens kommun i Hälsingland och ingår i Ljungans huvudavrinningsområde. Sjön har en area på 0,963 kvadratkilometer och ligger 319 meter över havet. Sjön avvattnas av vattendraget Stensån (Skålvattsån).

## Delavrinningsområde
Kölsjön ingår i det delavrinningsområde (689458-147566) som SMHI kallar för Utloppet av Kölsjön. Medelhöjden är 348 meter över havet och ytan är 10,5 kvadratkilometer. Det finns inga avrinningsområden uppströms utan avrinningsområdet är högsta punkten. Stensån (Skålvattsån) som avvattnar avrinningsområdet har biflödesordning 2, vilket innebär att vattnet flödar genom totalt 2 vattendrag innan det når havet efter 187 kilometer. Avrinningsområdet består mestadels av skog (71 procent) och sankmarker (18 procent). Avrinningsområdet har 0,96 kvadratkilometer vattenytor vilket ger det en sjöprocent på 9,2 procent.